# Стадниченко, Иван Илларионович
Стадниченко Иван Илларионович (27 марта 1927, Чумаки, Криворожский округ — 6 декабря 1989, Кривой Рог, Днепропетровская область) — машинист экскаватора Новокриворожского ГОКа имени Ленинского Комсомола Министерства чёрной металлургии Украинской ССР, Кривой Рог Днепропетровской области. Герой Социалистического Труда (1966).

## Биография
Родился 27 марта 1927 года в селе Чумаки. Образование среднее. Член КПСС.
Участник Великой Отечественной войны с апреля 1944 года.
В 1952—1956 годах работал помощником машиниста экскаватора в криворожском рудоуправлении имени Ильича. С 1956 года — бригадир молодёжной экскаваторной бригады, первой на руднике завоевавшей звание бригады коммунистического труда. В августе 1956 года извлёк первые кубометры вскрыши при строительстве карьера НКГОКа, а через 12 лет в январе 1969 года завоевал почётное право отгрузить 100-миллионную тонну руды. С ростом мощности карьера довёл цикл экскавации, вместо существующих 35 секунд по норме, до 25 секунд. Годовые планы выполнял на 105—110%. В 1970 году сэкономил на материалах и запасных частях более 3 тысяч рублей. Один из основателей соревнования по отгрузке 1 млн м³ горной массы, так называемого «Клуба миллионеров». В 1973 году впервые отгрузил 2 млн м³ горной массы.
Избирался депутатом Днепропетровского областного совета депутатов трудящихся, членом Ингулецкого райкома Компартии Украины, Криворожского горкома профсоюзов.
Умер 6 декабря 1989 года в Кривом Роге, где и похоронен на кладбище в Ингулецком районе.

## Награды
- Медаль «Серп и Молот» (22.03.1966);
- Дважды Орден Ленина (22.03.1966);
- Государственная премия УССР в области науки и техники;
- Орден Октябрьской Революции (30.03.1971);
- Орден «Знак Почёта» (19.02.1974);
- Знак «Шахтёрская слава» 3-й степени.

## Память
- Имя на Стеле Героев в Кривом Роге.
- Имя в числе первых шести человек занесено в «Золотую книгу» НКГОКа.